# Поверхня Боя

Анімація поверхні Боя

У геометрії поверхня Боя — приклад занурення дійсної проєктивної площини в 3-вимірному просторі. На відміну від римської поверхні та плівки Мебіуса, вона не має інших особливих точок, крім самоперетину.

## Історія
Знайдена Вернером Боєм у 1901 році, який відкрив її за завданням Давида Гільберта, щоб довести, що проєктивну площину не можна занурити в 3-просторі.
Поверхня Боя вперше явно параметризував Бернар Морен у 1978 році. Іншу параметризацію виявили Роб Куснер і Роберт Браянт. Поверхня Боя є одним із двох можливих занурень дійсної проєктивної площини, які мають лише одну потрійну точку.

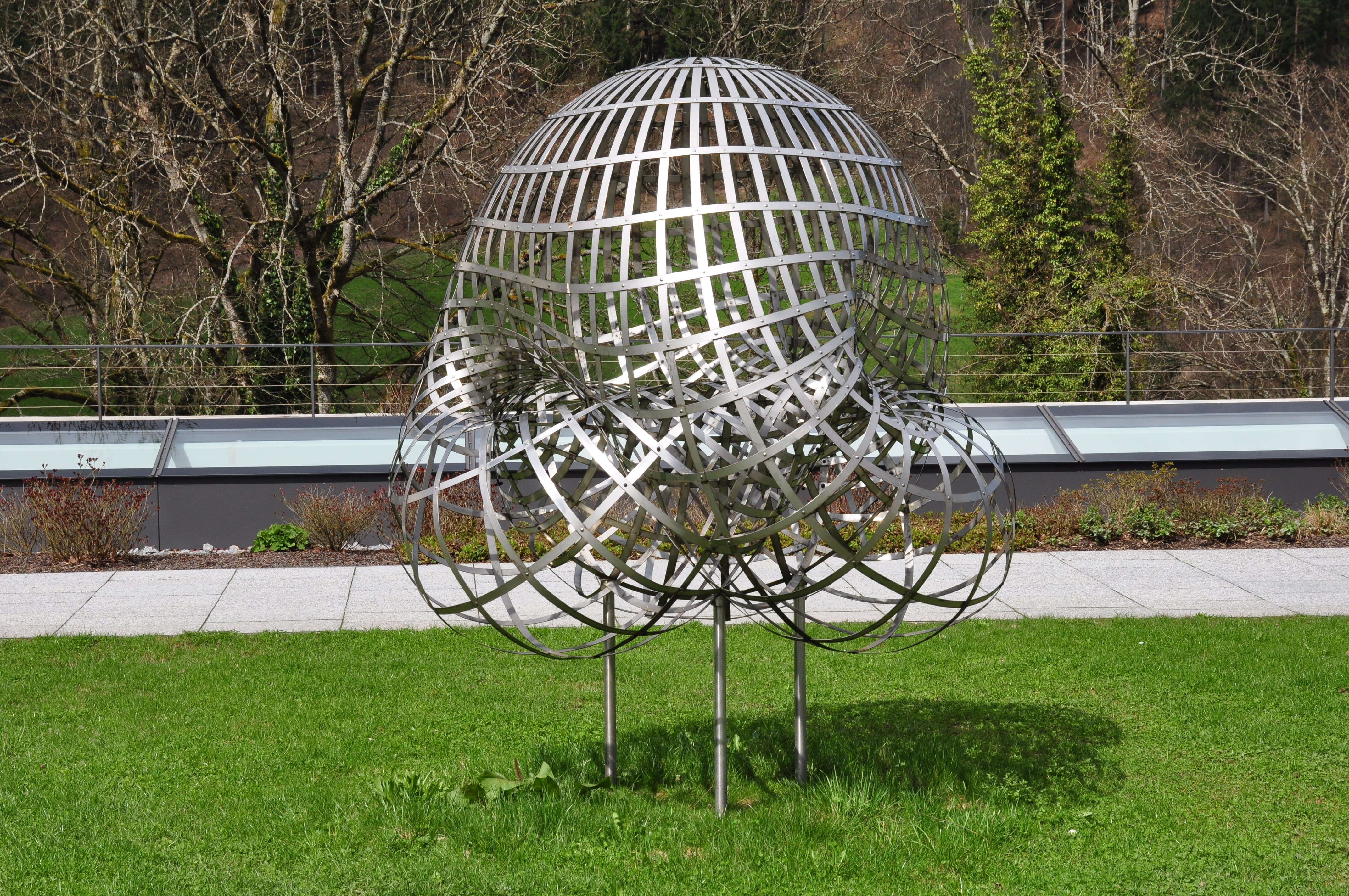
Модель поверхні Боя в Обервольфасі

## Властивості
Поверхня Боя має 3-кратну симетрію. Це означає, що у неї є вісь дискретної симетрії обертання: будь-який поворот на 120° навколо цієї осі залишає поверхню виглядати точно так само. Поверхня Боя може бути розрізана на три взаємно конгруентні частини.

## Застосування

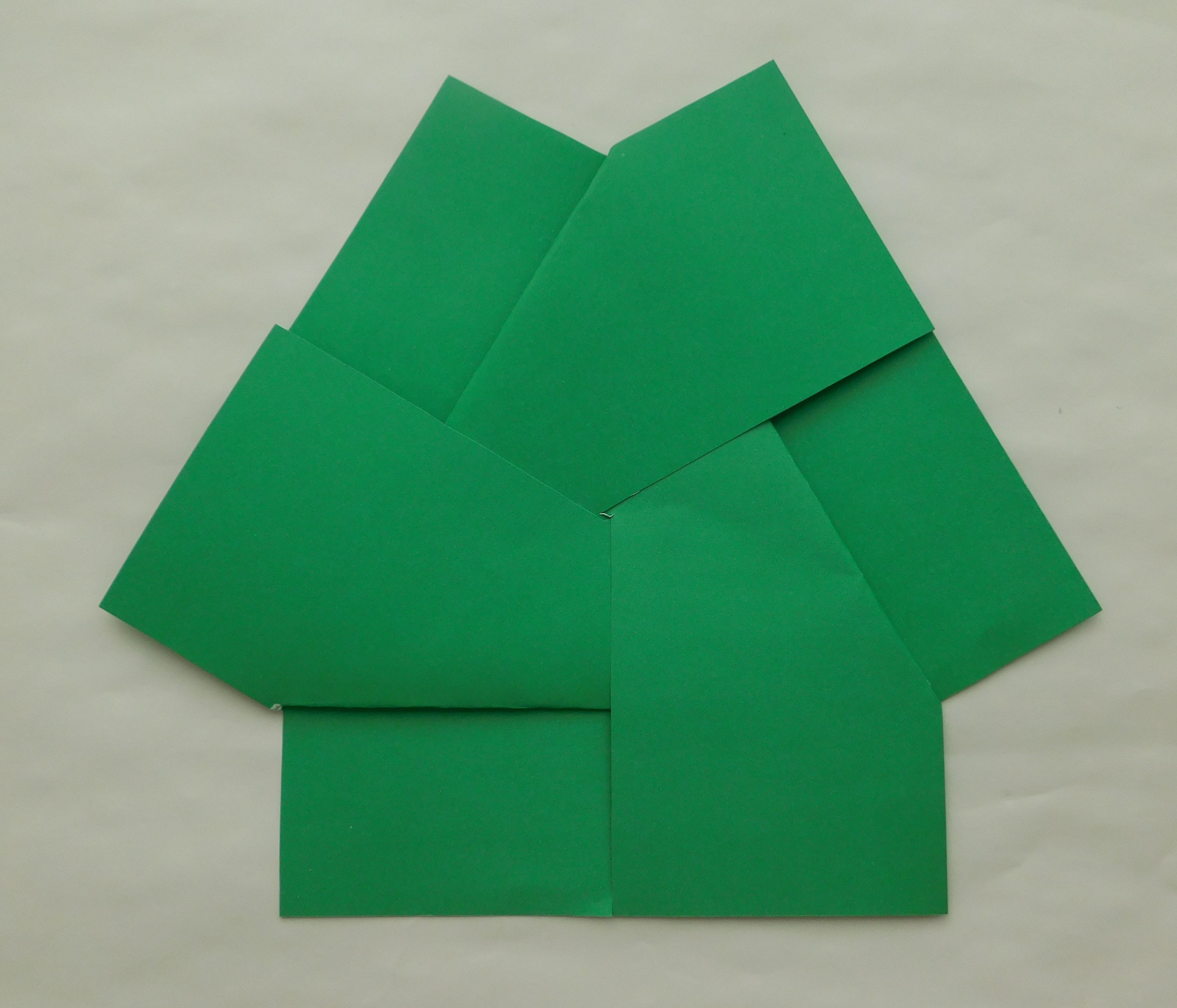
Побудова поверхні Боя з паперу

Поверхня Боя може бути використана як проміжна модель у мінімаксному вивертанні сфери. Проміжна модель — це занурення сфери із такою властивістю, що обертання міняється всередині і зовні, і тому вона може бути використана для того, щоб вивернути сферу (навиворіт). Поверхні Боя (с = 3) і Морена (с = 2) починають послідовність проміжних моделей із вищою симетрією, вперше запропонованих Джорджем Френсісом, індексованих парними цілими числами 2p (для p неарного, ці занурення можна розкласти на множники через проєктивну площину). Все це передає параметризація Куснера.

## Параметризація поверхні Боя

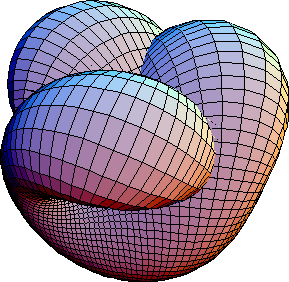
Вигляд описаної тут параметризації

Поверхня Боя може бути параметризована кількома способами. Одна з параметризацій, яку відкрили Роб Куснер і Роберт Браянт, така: дано комплексне число w, величина якого менша або дорівнює одиниці ({\displaystyle \|w\|\leq 1}), нехай
{\displaystyle {\begin{aligned}g_{1}&=-{3 \over 2}\operatorname {Im} \left[{w\left(1-w^{4}\right) \over w^{6}+{\sqrt {5}}w^{3}-1}\right]\\[4pt]g_{2}&=-{3 \over 2}\operatorname {Re} \left[{w\left(1+w^{4}\right) \over w^{6}+{\sqrt {5}}w^{3}-1}\right]\\[4pt]g_{3}&=\operatorname {Im} \left[{1+w^{6} \over w^{6}+{\sqrt {5}}w^{3}-1}\right]-{1 \over 2}\\\end{aligned}}}
таким чином
{\displaystyle {\begin{pmatrix}x\\y\\z\end{pmatrix}}={\frac {1}{g_{1}^{2}+g_{2}^{2}+g_{3}^{2}}}{\begin{pmatrix}g_{1}\\g_{2}\\g_{3}\end{pmatrix}}}
де x, y і z — шукані декартові координати точки на поверхні Боя.
Якщо виконати інверсію цієї параметризації з центром у потрійній точці, то отримаємо повну мінімальну поверхню з трьома кінцями (саме так ця параметризація була відкрита природним чином). Це означає, що параметризація Браянта-Куснера поверхонь Боя є «оптимальною» в тому сенсі, що це «найменш вигнуте» занурення проєктивної площини в тривимірний простір.

Зациклений анімований розріз поверхні Боя.

### Властивість параметризації Браянта–Куснера
Якщо w замінити на від'ємне значення, зворотне його комплексно спряженому, {\textstyle -{1 \over w^{\star }},} тоді функції g1, g2 і g3 від w залишаються незмінними.
Замінивши w в термінах його дійсної та уявної частин w = s + it, і розширивши результуючу параметризацію, можна отримати параметризацію поверхні Боя в термінах раціональних функцій s і t. Це показує, що поверхня Боя є не тільки алгебраїчною, але навіть раціональною поверхнею. Зауваження до попереднього параграфа показує, що спільна точка цієї параметризації складається з двох точок (тобто майже кожна точка поверхні Боя може бути отримана за двома значеннями параметрів).

### Зв'язок поверхні Боя з дійсною проєктивною площиною
Нехай {\displaystyle P(w)=(x(w),y(w),z(w))} — параметризація Браянта–Куснера поверхні Боя. Тоді
{\displaystyle P(w)=P\left(-{1 \over w^{\star }}\right).}
Це пояснює умову {\displaystyle \left\|w\right\|\leq 1} за параметром: якщо {\displaystyle \left\|w\right\|<1,} тоді {\textstyle \left\|-{1 \over w^{\star }}\right\|>1.} Однак тут все трохи складніше {\displaystyle \left\|w\right\|=1.} У цьому випадку {\textstyle -{1 \over w^{\star }}=-w.} Це означає, що якщо {\displaystyle \left\|w\right\|=1,} точка поверхні Боя виходить із двох значень параметрів: {\displaystyle P(w)=P(-w).} Іншими словами, поверхня Боя була параметризована диском таким чином, що пари діаметрально протилежних точок по периметру диска еквівалентні. Це показує, що поверхня Боя є зображенням дійсної проєктивної площини RP2 гладкою функцією. Тобто параметризація поверхні Боя — це занурення дійсної проєктивної площини в евклідовий простір.